# Alexandru A. Philippide
Alexandru A. Philippide (n. 1 aprilie 1900, Iași, România – d. 8 februarie 1979, București, România) a fost un poet, scriitor și traducător român, membru corespondent (1955) și titular (1963) al Academiei Române,, președintele Secției Literare a Academiei, laureat al Premiului Herder (1967). Este fiul lingvistului și filologului Alexandru Philippide și al Lucreției (n. Nemțeanu).
Licențiat la Iași în 1921. A studiat în Franța și Germania între anii 1922-1928.

## Distincții
- Ordinul „Meritul Cultural”, în gradul de Cavaler cl. II, pentru litere (1 februarie 1943)[6]
- Ordinul Muncii clasa I (21 septembrie 1965) „pentru activitate îndelungată și merite în domeniul creației literare”[7]
- Ordinul „Meritul Cultural” clasa I (26 septembrie 1966) „pentru merite deosebite în activitatea literară, artistică și de răspîndire a culturii naționale, cu prilejul Centenarului Academiei Republicii Socialiste România”[8]
- Ordinul „Steaua Republicii Socialiste România” clasa a II-a (20 aprilie 1971) „pentru merite deosebite în opera de construire a socialismului, cu prilejul aniversării a 50 de ani de la constituirea Partidului Comunist Român”[9]

## Opere
Alexandru A. Philippide a tradus texte de Goethe, Schiller, Rilke, E.T.A. Hoffmann, Heinrich Heine, Thomas Mann, Voltaire, Baudelaire, Andersen, Shakespeare, Pușkin, Tolstoi, Lermontov, Rabindranath Tagore și alții.
A publicat volume de proză, versuri și eseuri:
- Aur sterp, Ed. Viața Românească, 1922
- Stânci fulgerate, Ed. Fundațiilor Regele Carol II, 1930
- Visuri în vuietul vremii, Ed. Fundațiilor Regele Carol I, 1939
- Poezii, sumar antologic, 1962
- Monolog în Babilon, poezii noi, 1967
- Vis și căutare, 1979
- Floarea din prăpastie, nuvele fantastice, 1942
- Studii și portrete literare, Ed. Literară, 1963
- Studii de literatură universală, Biblioteca Școlarului, 1966
- Scriitorul și arta lui, 1968
- Considerații confortabile, 1970, 1972
- Puncte cardinale europene, 1972
- Studii și eseuri, 2 volume, 1978